# 于格二世 (賽普勒斯)
于格二世（Hugh II of Cyprus，1252年—1267年），賽普勒斯國王，亨利一世之子，1253年至1267年在位。
于格二世即位時年僅不到一歲，由母親安條克的普蕾桑絲擔任攝政至1261年。他的表兄安條克-呂西尼昂的于格成為他的攝政直到1267年于格二世去世，安條克-呂西尼昂的于格繼位，成為于格三世。